# 黒戸
黒戸（くろど）とは、京都御所の清涼殿の北側の廊にあった細長い部屋。その部屋の戸が薪の煤で黒くなっていたところから命名されたと伝えられ、持仏堂として用いられた。黒戸の御所（くろどのごしよ）とも称した。
応永年間の京都御所には既に存在しており、火災による焼失などで再建された他、称光天皇・後土御門天皇が黒戸内にて崩御したため、その際にも改築されている。
歴代天皇の位牌や念持仏・仏具などが安置されており、霊元天皇の延宝4年（1676年）に再建された時の本尊は地蔵菩薩であった。安置された持念仏は持主の天皇の崩御後も安置され、明治初年には64体に達した。通常は女官によって管理され、天皇が必要な時に黒戸の内側で経典を読んだり、念仏を唱えたりした。また、更に天皇の命令を受けた門跡によって臨時の法会や加持祈祷が行われることもあった。
だが、国学の台頭などで宮中に排仏論が高まるとともに黒戸にも影響が及び、仁孝天皇の大嘗祭の際には黒戸の器物が大聖寺に一時的に運び出されている。明治維新後の神仏分離に伴い黒戸は廃され、建物は泉涌寺の海会堂に転用され、歴代天皇の位牌や念持仏も同寺に安置されることになった。